# Thera tephroptilus
Thera tephroptilus är en fjärilsart som beskrevs av Fletcher 1961. Thera tephroptilus ingår i släktet Thera och familjen mätare. Inga underarter finns listade i Catalogue of Life.